# Variabilité pré-analytique en pathologie clinique animale
La pathologie clinique animale est la discipline concernant les analyses hématologiques, biochimiques et cytologiques utilisées en médecine vétérinaire. Comme en médecine humaine, ces analyses nécessitent des prélèvements sanguins, urinaires, salivaires, fécaux, etc. dont la réalisation, la phase préanalytique, peut être responsable de différentes anomalies susceptibles de causer des erreurs de diagnostic ou de nécessiter de refaire les prélèvements.
La majeure partie des analyses sont effectuées sur le sang, le sérum et des plasmas nécessitant des prélèvements faits dans des conditions très variables dans des espèces différentes (depuis les poissons jusqu’aux mammifères) selon qu’il s’agit d’animaux de compagnie, de sport, de production, de laboratoire, de zoos, voire d’animaux sauvages. Les spécimens ainsi collectés sont ensuite acheminés vers les laboratoires où ils sont préparés après des délais de transport variables dans des conditions différentes selon les équipements et les infrastructures et où ils sont éventuellement stockés plus ou moins longtemps. Des différences similaires sont également rencontrées pour les prélèvements d’autres spécimens : urine principalement, de plus en plus salive, fèces, et également poils, liquides d’épanchement, liquides de lavage broncho-alvéolaire, liquide cérébrospinal, etc.
Chaque animal est lui-même, en dehors de l’affection éventuelle qui justifie les analyses, une source de variabilité due à son alimentation, au stress des prélèvements qui impliquent souvent une contention ferme voire l’anesthésie des sujets, aux éventuelles interférences de traitements médicamenteux, aux rythmes biologiques de nombreux analytes, aux conditions d’élevage et/ou d’environnement, au travail ou aux efforts sportifs, etc.
Les facteurs de variation pré-analytiques sont plus nombreux qu’en biologie médicale humaine et il est donc nécessaire de connaître leur existence pour penser à les observer, les documenter, essayer de les éviter lorsque c’est possible ou pour en tenir compte afin d’éviter des erreurs dans l’interprétation des résultats comme cela est illustré dans les exemples suivants.

## Importance de la pathologie clinique vétérinaire et de la phase pré-analytique
La pathologie clinique vétérinaire « est une spécialité qui met l’accent sur le développement, l’application et l’interprétation des procédures de diagnostic de laboratoire pour la surveillance de la santé animale et le diagnostic, pronostic, traitement et la surveillance des maladies animales. Elle s’applique principalement aux animaux de compagnie, de production et de laboratoire mais aussi à la faune sauvage, aux animaux aquatiques et de zoo ». Elle recouvre trois disciplines de la biologie médicale humaine : hématologie, biochimie et cytologie. C’est l’une des spécialités vétérinaires reconnues par le Ministère de l’Agriculture et de l’Alimentation, ainsi que par les collèges de spécialistes vétérinaires nord-américain (ASVCP) et européen (ESVCP).
La phase préanalytique comporte une « série d’étapes commençant chronologiquement par la prescription des analyses par le clinicien, comprenant sa demande d’analyse, la préparation du patient, le prélèvement du spécimen, l’acheminement jusqu’au laboratoire et au sein du laboratoire et finissant au début de la procédure analytique ». Elle est suivie des phases analytique et post-analytique, cette dernière consistant en la validation, l'édition et l'interprétation des résultats.

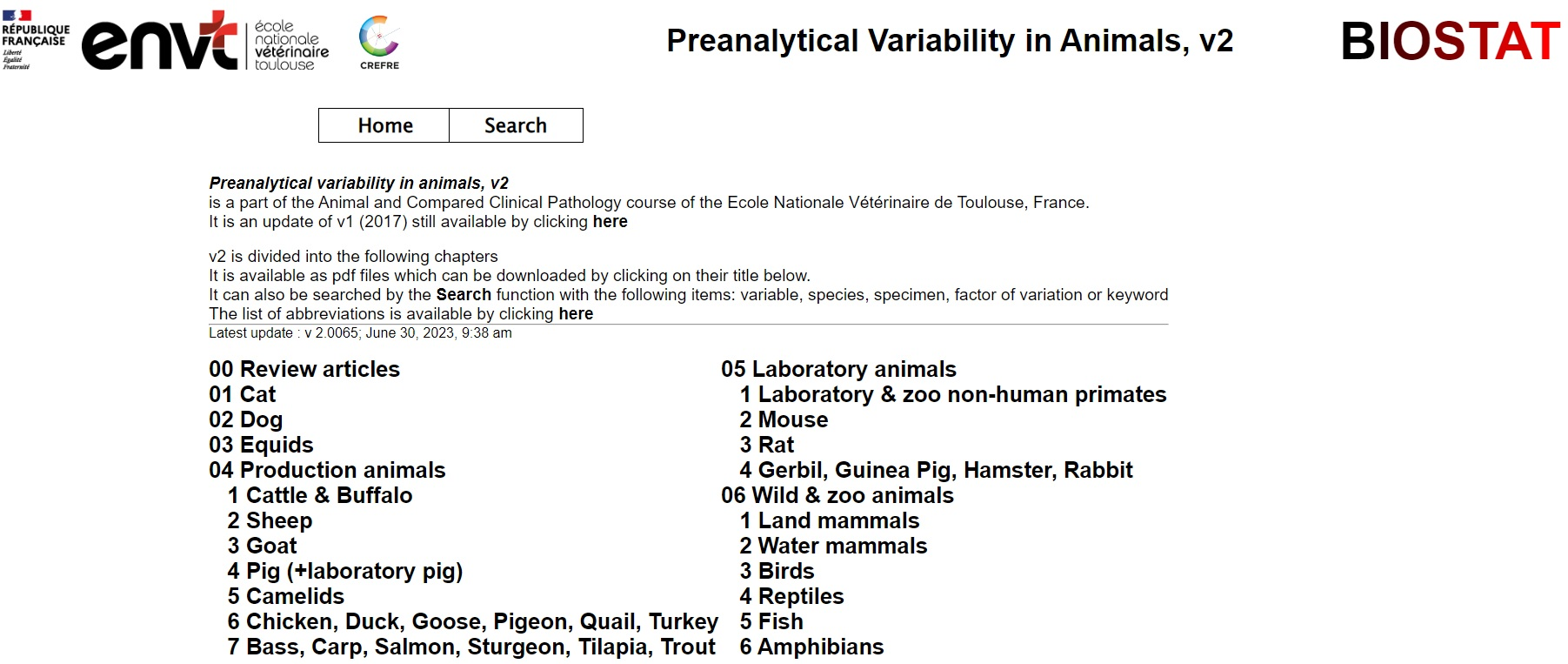
Moteur de recherche de facteurs de variation pré-analytiques en pathologie clinique animale[https://www.biostat.envt.fr/pre-analytical-variability-v2/

La phase préanalytique est soumise à de très nombreuses causes de variation susceptibles d’affecter les résultats des analyses, comme cela a été répertorié en biologie médicale humaine dans des ouvrages ou articles de synthèse ou en pathologie clinique animale dans des articles de synthèse,, ou une base de données interrogeable par analyte, par espèce et par effet recherché sur un site web gratuit (cf. image ci-contre) ou sur des sites universitaires comme celui de l’Université de Cornell aux USA. En biologie médicale humaine, la phase préanalytique est majoritairement contrôlée par les personnels professionnels des laboratoires de biologie médicale ; malgré cela, on considère qu’elle est responsable de la majorité des erreurs de laboratoire bien que des efforts internationaux soient faits pour les réduire,. La situation est plus difficile en pathologie clinique vétérinaire où la phase préanalytique doit s’adapter à des conditions très variées, depuis un hôpital vétérinaire aux conditions voisines de la biologie médicale humaine jusqu’à des élevages en plein air, des zoos, des centres de recherches, la mer, des environnements divers pour les animaux sauvages.

## Analyses sanguines: sang total, sérum, plasmas

### Préparation de l'animal
En biologie médicale humaine, en dehors des situations d'urgence, on choisit en général d'effectuer un prélèvement sanguin veineux le matin chez des sujets au calme, à la diète depuis la veille, notamment pour éviter les variations de certains constituants lors de le digestion d'un repas. Cela est également possible en pathologie clinique animale pour les animaux domestiques, de laboratoire et de zoos, mais :
- une diète pendant la nuit n'a pas le même effet pour les espèces nocturnes et les espèces diurnes (cf. variations nychtémérales);
- une diète d'une dizaine/douzaine d'heures est trop longue pour les petites espèces, comme les souris[16];
- la mise à la diète est impossible pour toutes les espèces sauvages qui subissent de plus le stress lié à la capture et à l'immobilisation avant le prélèvement.

#### Effets de la diète
Chez les mammifères monogastriques, la digestion des aliments entraîne des augmentations plus ou moins durables de la concentration d’analytes biochimiques sériques ou plasmatiques en fonction de la composition de l’alimentation ; par exemple, chez le chat, la glycémie augmente modérément après un repas standard mais de manière plus durable avec une alimentation riche en glucides; chez le chien, la concentration des triglycérides augmente environ 2 heures après le repas et reste élevée jusqu’à 6 heures; il en est de même pour l’urée jusqu’à 12 heures alors que la créatinine n’augmente que modérément, seulement chez les chiens consommant de la viande cuite et non de la viande crue. Inversement, après un repas, la concentration de la cystatine C du chien est abaissée d’environ 50% et revient à sa valeur de base après 12 heures. Chez le rat, des variations différentes de l’urée plasmatique/sérique ont été rapportées, en particulier des augmentations chez les animaux mis à la diète dans des cages permettant une coprophagie nocturne.

#### Effets de la contention, de la capture, de la sédation
La réalisation d’un prélèvement sanguin est assez facile chez les animaux domestiques ; cependant, ils sont stressés par le transport vers une clinique vétérinaire qui provoque des élévations de la cortisolémie  chien ; il en est de même pour l’attente qui produit des effets deux fois plus intenses à l’intérieur qu’à l’extérieur de la clinique mais n’a pas d’effet sur la glycémie. Les effets sont également marqués lorsqu’une contention ferme doit être exercée et/ou que l’animal se débat; par exemple, chez le chat, on observe une augmentation rapide et intense persistant plus d’une heure de la cortisolémie, de la glycémie et de la lactatémie, ainsi qu’une élévation des numérations de globules rouges et blancs, de l’hématocrite et de la concentration d’hémoglobine.
Pour préserver le bien-être des animaux, voire pour rendre le prélèvement possible, il est souvent nécessaire de tranquilliser ou d’anesthésier les animaux, notamment les animaux de laboratoire, même si certains animaux, par exemple des macaques rhésus peuvent être entraînés à subir des prélèvements sans contrainte, évitant ainsi l’augmentation de la cortisolémie résultant du stress. Les rats et les souris peuvent être habitués à être manipulés mais très souvent les prélèvements sont faits après anesthésie, par exemple avec de l’isoflurane, qui chez le rat n’a pas d’effet sur les variations de la glycémie mais augmente les variations de la concentration de corticostérone. Les chats ont également souvent besoin d’être tranquillisés ; une brève sédation avec une association kétamine-diazépam ne produit aucune variation cliniquement significative des analyses d’un profil hématologique, biochimique et de coagulation.  Même lorsque les manipulations des animaux sont effectuées avec précaution, on observe des élévations intenses et augmentant avec le temps de la concentration de corticostérone et de lactates chez des poulets; elles sont plus élevées si la manipulation est moins douce.
La situation est plus complexe pour les espèces sauvages qui sont souvent poursuivies, et capturées avant ou après anesthésie. Cela provoque des variations parfois très intenses de nombreuses variables, par exemple de la CK, une enzyme d’origine musculaire, chez la perche d'Amérique, l’ibex ou le cerf élaphe chez lequel on a également observé une forte élévation de la plupart des variables de l’hémogramme.

### Effets du site de prélèvement
La majorité des prélèvements sanguins sont faits à partir de veines superficielles, moins fréquemment d’artères, de capillaires cutanés, du cœur, voire de cathéters.
Dans les grandes espèces de mammifères, il n’y a que peu de différences selon  la veine utilisée pour la collecte ; par exemple chez le chien entre la veine jugulaire et la veine céphalique ou chez le bovins entre les spécimens jugulaires et coccygiens, quoique ces derniers soient inadaptés à la gazométrie sanguine en raison de mélanges possibles entre sang artériel et sang veineux. Dans les petites espèces de rongeurs de laboratoire, des différences importantes sont observées en fonction des vaisseaux ponctionnés, par exemple chez la souris pour laquelle le meilleur compromis entre bien-être animal et qualité des spécimens pour les analyses hématologiques est obtenu à la veine jugulaire.
Des spécimens sanguins artériels sont en général préférés pour les analyses de gazométrie, la pCO2 étant inférieure et la pO2 supérieure à celles mesurées dans des spécimens veineux chez le chien,. Les prélèvements capillaires sont peu utilisés, excepté pour quelques mesures comme celle de la glycémie avec des petits analyseurs d’autocontrôle ; chez le chien, les résultats avec le même analyseur sont analogues à ceux de spécimens veineux pour les  prélèvements effectués à l’oreille mais sont inférieurs pour les coussinets plantaires ou la muqueuse buccale.
Les prélèvements à partir de cathéters sont en général déconseillés ; cependant, des résultats identiques à ceux obtenus dans des spécimens veineux habituels ont été obtenus par exemple pour l’adrénaline chez le rat, les numérations de globules rouges et blancs du chien, les chlorures, le calcium ou la créatine-kinase du cheval, ...

### Effets du matériel et des tubes de collecte

#### Effets du matériel utilisé
Les prélèvements sanguins sont majoritairement effectués avec une aiguille d’un diamètre adapté à la taille de l’animal et permettant un bon écoulement du sang dans un tube adapté ; lorsque les calibres sont voisins, cela n’a que peu ou pas d’effets sur les analyses, par exemple sur les variables de l’hémostase ou la numération plaquettaire ou sur le thromboélastogramme  du chat. Les aiguilles sont connectées directement ou via un petit cathéter à une seringue ou à un tube sous vide et il n’y a que peu d’études pour comparer ces différents techniques chez les animaux. Chez le chien, le temps de réaction du thromboélastogramme est plus court avec des tubes citrate sous vide qu’avec des tubes ouverts, probablement en raison de la friction liée à l’aspiration; il est également plus court dans les spécimens obtenus avec une aiguille et une seringue qu’avec un tube sous vide. Si l’écoulement du sang est laborieux, la qualité des analyses peut être affectée ; par exemple lors de prélèvement difficile, la présence d’agrégats plaquettaires est supérieure chez la souris, les résultats du thromboélastogramme sont identiques chez le chat, et l’activité de la CK plasmatique est supérieures chez le chien et le cheval. En cytologie, les aspirations spléniques chez le chien étaient de meilleure qualité avec des aiguilles 23G qu’avec des aiguilles de calibre inférieur mais l’inconfort des animaux était légèrement supérieur.

#### Effets des anticoagulants
Les analyses hématologiques des mammifères sont habituellement effectuées sur du sang recueilli sur un anticoagulant, l’EDTA. Dans certains cas, il se forme cependant des caillots visibles ou non à l’œil nu qui peuvent causer des altérations notables de certaines mesures ; par exemple, chez le chat, on observe fréquemment la formation de microcaillots, avec une diminutions de la numération des plaquettes, des altérations de la concentration des réticulocytes et de leurs indexes. Dans certaines espèces de poissons et d’oiseaux, les cellules sont détériorées en présence d’EDTA et les sels d’héparine sont préférés ; chez les élasmobranches (requins, raies) dont l’osmolarité est élevée, les anticoagulants solides sont préférés.
La plupart des analyses biochimiques sont faites sur sérum ou sur plasma hépariné dans lesquels les résultats sont très voisins, alors que les plasmas EDTA, fluorure-oxalate et citrate ne peuvent être utilisés pour nombre de variables chez le chien, le cheval, le buffle, le chat, le dromadaire, le mouton, …. Dans certains cas, pour le dosage d’analytes protéiques instables, on ajoute des inhibiteurs de protéases à des tubes EDTA, par exemple pour l’ACTH du cheval ou du rat ou l’ocytocine du porc mais les autres analyses y sont limitées. Pour faciliter la préparation des sérums et plasmas, on utilise parfois des gels séparateurs ou des accélérateurs de coagulation dont les effets ont été testés systématiquement en biologie médicale humaine mais non en en pathologie clinique animale, même si leur utilisation est parfois déconseillée.
Les analyses d’hémostase sont majoritairement réalisées sur plasma citraté. L’utilisation de plasma collecté sur CTAD entraîne des erreurs pour le temps de céphaline-kaolin (TCA), l’antithrombine et le taux de prothrombine (TP) sans affecter le fibrinogène chez le chat et pour le fibrinogène et l’antithrombine mais non l’APTT et le PT chez le chien.
Quand plusieurs tubes sont collectés chez un même sujet, un ordre est recommandé en biologie médicale humaine pour éviter d’éventuelles interférences des anticoagulants et est appliqué pour les animaux, même si sa validité n’a pas été vérifiée chez ces derniers: tube pour coagulation, pour sérum avec ou sans activateur avec ou sans gel séparateur, tube hépariné avec ou sans gel séparateur, tube EDTA, tube avec inhibiteur de la glycolyse. Il est également recommandé de respecter les dates de péremption des tubes, même si la plupart des analytes biochimiques ont pû être mesurés sans erreurs dans des tubes héparine-lithium périmés depuis 11 mois.

#### Effets du remplissage des tubes
Le remplissage des tubes est prévu par les fabricants pour adapter le volume de sang collecté à la quantité d’anticoagulant ou d’additifs. Pour les petites espèces ou lorsqu’un prélèvement est difficile, le volume de sang collecté peut être faible ; dans ce cas, il faut avoir recours à l’utilisation de microtubes dans lesquels les résultats sont analogues à ceux des tubes standard chez le chien, sinon lorsque le volume de sang est insuffisant, des erreurs peuvent apparaître, par exemple, lors de remplissage insuffisant augmentant la concentration d’anticoagulant, les temps de coagulation sont allongés chez le chien par un excès de citrate, ou bien l’hématocrite du chien, du cheval, du mouton ou du porc est diminué lorsque la concentration en EDTA est trop élevée, causant une diminution du volume des globules rouges.

### Effets du traitement du spécimen
Lorsqu’un spécimen a été collecté, il doit être transféré au laboratoire d’analyses où il est préparé en vue de l’analyse. Dans le meilleur des cas, le laboratoire est très proche du site de prélèvement, comme dans les hôpitaux et cliniques vétérinaires ou dans de nombreux centres de recherche, permettant une prise en charge rapide. Dans d’autres cas, les prélèvements sont effectués dans des élevages ou en pleine mer ou dans des sites sauvages entraînant un délai d’acheminement parfois long. Dans tous les cas, se pose la question de la stabilité des analytes qui est peu documentée pour l’étape de transport au laboratoire, surtout pour les animaux sauvages, mais très étudiée à l’intérieur du laboratoire.
En hématologie, la règle générale est de faire les analyses le plus vite possible car les cellules sont fragiles, ce qui impose de faire les frottis sanguins dès que le spécimen est disponible ; par exemple, la morphologie des cellules des requins est altérée dès la cinquième heure. De même, certaines variables comme l’hématocrite, le volume corpusculaire moyen, les numérations et les indices plaquettaires sont modifiées dès 24h de stockage à 4 ou 20°C chez le rat et la souris, le chien, le chat, …. Cependant, les numérations des globules rouges et blancs, la concentration de l’hémoglobine restent pratiquement inchangées pendant 2 à 3 jours en réfrigération ou à la température du laboratoire chez le chat, le chien, les bovins, ….
En biochimie, peu d’analyses sont effectuées sur le sang total, excepté notamment pour la gazométrie : par exemple, pO2 et pCO2 sont peu modifiées quelques heures en réfrigération dans du sang total hépariné de cheval prélevé avec des seringues en verre mais rapidement altérées, surtout à température ambiante, dans des spécimens collectés avec des seringues en plastique. Pour le sérum et les plasmas, un premier facteur de variation est le délai avant centrifugation. Certains analytes sont peu stables dans le sang total en raison de l’activité métabolique des cellules : par exemple, la concentration du glucose diminue de manière plus intense à température ambiante qu’à 4°C dans des tubes secs dès la deuxième heure dans le sang total coagulé des bovins; des effets similaires sont observés chez le chien, l’alpaca, …. Après centrifugation, la stabilité de la plupart des analytes dépasse les quelques heures nécessaires à leur analyse.  Lorsqu’il est nécessaire de conserver les spécimens de sérum ou de plasmas pour de plus longues périodes, la stabilité de nombreux analytes dépasse plusieurs semaines à -20°C voire -80°C dans le sérum ou le plasma hépariné du chien mais l’activité de la GLD et de l’amylase et la concentration des acides biliaires diminue de manière cliniquement significative après 8 mois de stockage. Des précautions doivent être prises à la décongélation pour re-homogénéiser les tubes car un gradient de concentration se forme à la décongélation. Eventuellement, il faut s’assurer que des répétitions de cycles congélation-décongélation n’altèrent pas la composition du spécimen ; par exemple, les aminotransférases, la céruloplasmine et l’haptoglobine des bovins sont stables après plusieurs (≤4) de ces cycles, comme le glucose, la CK, la créatinine chez le chien, …

### Effets de facteurs liés à l’animal avant le prélèvement

#### Variations quotidiennes, saisonnières
Les variations nycthémérales de la cortisolémie et de la corticostérone sont les plus connues mais n’existent pas dans toutes les espèces : chez le cheval par exemple, la cortisolémie est maximale en fin de nuit et début de matinée puis décroît progressivement pour être minimale en fin de journée comme chez des macaques rhésus et cynomolgus ou des marmousets; un rythme inverse est observé pour la concentration de la corticostérone chez le rat ou la souris, deux espèces nocturnes. Dans d’autres espèces, le rythme de la cortisolémie est inapparent ou absent, comme chez le chien ou le chat. Des variations nycthémérales ont aussi été observées pour la numération des globules blancs et les concentrations de l’haptoglobine ou de la céruléoplasmine chez les bovins ou les numérations sanguines du chien. De très nombreuses variables ne présentent pas de telles variations, par exemple la plupart des analytes des profils biochimiques plasmatiques du chat ou des bovins.
Les variations saisonnières sont difficiles à individualiser de celles qui sont causées par les changements d’alimentation, la température, etc., excepté pour les animaux vivant en captivité. Par exemple, les profils biochimiques et hématologiques d’orques d’un parc aquatique ne présentaient pas de variations saisonnières alors que chez des dauphins la concentration des hormones thyroïdiennes était plus basse aux saisons froides[67]. Les bilans hématologiques et biochimiques de beagles de laboratoire et de bovins n’ont pas montré pas d’effet saisonnier notable.

#### Environnement, conditions d’élevage/de vie
Les effets des conditions d’élevage ont été particulièrement étudiés chez les animaux de laboratoire ou de zoos. Par exemple, la concentration de vitamine D était supérieure chez des chimpanzés disposant d’accès à des enclos extérieurs que chez ceux qui étaient confinés à l’intérieur; les bilans biochimiques de marmousets n’étaient pas modifiés par un changement de cage, même plus petites, mais la concentration du cortisol était élevée lorsque des singes écureuil ou des marmousets étaient transférés d’habitats collectifs à des habitats individuels,; l’hématologie des souris n’était pas modifiée dans des cages dont le milieu était enrichi par des cloisons ou des abris mais leur concentration de corticostérone était augmentée; les numérations de globules blancs, de neutrophiles et d’éosinophiles, ainsi que la cholestérolémie étaient inférieures chez des beagles élevés dans des cages à l’intérieur que chez ceux qui vivaient dans des cages avec accès à l’extérieur.
L’étude des effets de l’élevage intensif a montré que la densité des bovins dans les locaux d’élevage n’a pas d’effet sur les numérations de globules blancs, et de la formule leucocytaire; il en est de même pour la concentration d’hémoglobine chez les poulets alors qu’une augmentation de la densité des animaux dans les cages provoque une augmentation de la corticostérone chez le rat. La plupart des variables hématologiques des bovins sauf la numération leucocytaire n’étaient pas différentes en fonction de la nature des sols des locaux; chez des canards, seule l’activité de l’ALAT était supérieure chez les animaux élevés aux sol que chez sur des filets.
La pollution entraîne une diminution de la plupart des variables hématologiques chez les poissons : carpes roho et tilapias.
L’élévation de la température peut avoir des effets sur certains analytes. Par exemple, la plupart des constituants d’un bilan hématologique sont abaissés chez des buffles et rétablis par des dispositifs de rafraichissement de l’air, l’activité de la glutathion peroxydase et de la superoxyde dismutase est abaissée par un stress thermique de 2 semaines chez des chèvres; chez des moutons élevés en zone aride, la concentration de triglycérides est abaissée et celle d’urée augmentée lors de stress thermique.

#### Stress
Outre les stress liés à l’acte de prélèvement ou aux conditions de vie (cf. supra), les animaux peuvent être perturbés par différents facteurs

##### Transport
Les transports, une préoccupation pour le bien-être des animaux, peuvent être longs et se faire par voie routière et/ou aérienne, avec des effets variables selon les espèces et les durées de transport, n’entraînant souvent pas de variation de la plupart des analytes. On observe par exemple parfois des augmentations d’activité de la créatine kinase d’origine musculaire chez les bovins, les porcs ou les autruches, une élévation de l’hématocrite, de l’hémoglobinémie et de la numération leucocytaire chez des macaques cynomolgus, de la glycémie, de la cortisolémie et du rapport neutrophiles/ lymphocytes chez le cheval.

##### Effort physique
Un effort physique moyennement intense (9 km en une heure)  chez des chiens non entraînés ne provoque pas de modifications de la biochimie sanguine excepté une faible augmentation de la concentration des protéines pendant l’effort, et le lendemain une augmentation de l’activité de la CK et une diminution de la créatininémie. Chez les chiens de chasse, les protéines de la réaction inflammatoire sont augmentées à la fin de la chasse et reviennent à leurs valeurs de base après 1 heure.
En revanche, les efforts intenses des différents types de courses effectuées par les chiens, les chevaux ou les dromadaires ont des effets intenses et parfois durables sur certains analytes, qui servent également à suivre la préparation des animaux et les effets sur leur bien-être. Les conditions de ces courses sont si différentes que l’on ne peut les résumer. Par exemple, les concentrations des marqueurs d’origine musculaire sont souvent augmentées en fonction de l’intensité de l’effort, par exemple la troponine, la CK et l’ASAT chez les chiens de courses de traineau ou des chevaux de courses d’endurance. Dans les courses de vitesse, la concentration des lactates est fortement augmentée juste après l’effort chez le chien et le cheval; chez ce dernier la glycémie, élevée juste après une course de vitesse, revient à ses valeurs de base après 4h.

##### Travail
Chez des Border Collies, l’hématocrite, la numération des globules rouges et la cholestérolémie sont plus basses, la numération leucocytaire plus élevée et l’hémoglobinémie identique chez les chiens travaillant que chez les chiens de compagnie. Chez des chiens de secours, la plupart des analytes ne sont pas affectés par 4 heures de recherches mais les concentrations de la créatinine et des acides gras libres sont augmentées ainsi que le pH.  Les concentrations d’aldostérone et de cortisol diminuent chez des dauphins d’aquarium dans les 30 minutes suivant un exercice de nage avec des humains.

#### Alimentation
En dehors des effets de la diète de quelques heures des monogastriques avant le prélèvement  (cf.ci-dessus), l’alimentation des animaux a des effets notables sur les analyses de pathologie clinique.

##### Ingestion du colostrum chez les mammifères nouveau-nés
Immédiatement après la naissance, l’intestin des nouveau-nés absorbe des protéines du colostrum contribuant notamment à la protection immunitaire. Il en résulte une forte augmentation de la concentration des protéines totales et de leurs fractions, notamment des immunoglobulines chez les chiots, veaux, chevreaux, agneaux et poulains dès le premier jour de vie. Il en est de même pour certaines enzymes présentes à de fortes concentration dans le colostrum, comme la gamma-glutamyl transférase, ou les phosphatases alcalines chez les bovins. Ces augmentations ne sont pas observées chez les veaux ne consommant pas de colostrum et décroissent progressivement en quelques jours.

##### Effets de la restriction alimentaire
Une diminution de l’apport alimentaire est souvent utilisée pour réduire le poids de certains animaux. Chez des chiens obèses par exemple, elle entraîne une diminution de la cholestérolémie et est sans effet sur les concentrations de CRP et de triglycérides; chez des vaches en début de lactation, une restriction d’apport de 25% produit une augmentation de la concentration d’acides gras libres; chez des singes rhésus, la restriction alimentaire entraîne une diminution de l’amplitude des variations nycthémérales du cortisol et de la DHEA. Un arrêt total de l’alimentation intervient chez les animaux en hibernation, avec une diminution des constituants impliqués dans la coagulation dans de multiples espèces, une diminution de la concentration des hormones thyroïdiennes et de l’urée avec une élévation de la créatininémie chez les ours,.
La restriction alimentaire est également utilisée dans des essais visant à allonger la durée de la vie avec par exemple chez des rats, des concentrations plus basses de cholestérol et de triglycérides après 1.5 à 2 ans de restriction. Chez des singes rhésus, on a observé des valeurs plus basses du glucose et de l’insuline et plus élevée de la DHEA et aucune modification des marqueurs osseux après 11 ans d’une réduction calorique de 30%. Il arrive également que des animaux cessent de s’alimenter lors de certaines affections, entraînant par exemple chez les équidés une augmentation massive des concentrations de triglycérides et de bilirubine,; de même, le jeûne entraîne une hyperbilirubinémie chez les singes-écureuils de Bolivie, un modèle de la maladie de Gilbert chez les humains.

##### Effets de la suralimentation – surpoids – obésité
Les effets de la suralimentation ont surtout été étudiés en raison de l’importance prise par le surpoids et l’obésité chez les animaux. Ainsi chez les singes en captivité a-t-on développé des stratégies de réduction de poids,. Par exemple, l’obésité de macaques cynomolgus provoque une augmentation de la concentration du cholestérol, des triglycérides, des HDL et LDL, du glucose; en revanche,  on a observé que peu des différences liées à l’obésité ou au surpoids chez des chats ou des chiens. La suralimentation est exploitée chez les oies pour la production de foie gras avec une élévation de tous les constituants lipidiques et des HDL plasmatiques.

#### Médicaments
La majorité des effets rapportés pour des médicaments concernent la sédation nécessaire pour faire des prélèvements chez les animaux domestiques difficiles ou les animaux sauvages (cf. ci-dessus) et pour toutes les interventions douloureuses ou nécessitant une immobilisation, ainsi que l’administration de glucocorticoïdes. Les effets des médicaments dépendent des doses et des durées d’administration. Par exemple, chez le chien l’aspirine diminue ou non l’agrégation plaquettaire,. Très souvent, les médicaments n’ont aucun effet sur les analyses de pathologie clinique, paar exemple, le meloxicam (un AINS) ne modifie pas les bilans de perroquets.
Chez le chien, l’administration de methylprednisolone entraîne des élévations durables de la numération des globules blancs due au neutrophiles, de la concentration de fer, de l’activité des phosphatases alcalines et une diminution de la numération des lymphocytes; un effet similaire sur la sidérémie a aussi été rapporté chez des chiens atteints de leishmaniose; le traitement de chats avec du phénobarbital ne produit pas d’élévation de l’activité des ALAT et PAL alors qu’il le fait chez le chien; chez des porcelets, l’injection de fer entraîne une augmentation de la numération des globules rouges et des variables liées, ainsi qu’une diminution de la numération des réticulocytes; il en est de même chez le veau.

### Examen du spécimen avant analyse
Pour limiter les erreurs analytiques résultant d’un spécimen altéré, un bref examen visuel ou automatisé est effectué pour détecter, rejeter ou éventuellement noter les anomalies tenant à la présence de caillots ou de couleurs « anormales » des spécimens. En biologie médicale humaine, une métaanalyse de 2023 a montré que près de 2% des spécimens sont rejetés avant analyse, majoritairement pour la présence de caillots ou d’hémolyse.

#### Effets de la présence de caillots
L’examen visuel d’un tube de sang ne permet de détecter que de gros caillots alors que des microcaillots passent inaperçus. Ces derniers ne peuvent être détectés et quantifiés que par examen microscopique d’un frottis sanguin alors qu’ils provoquent principalement une fausse thrombocytopénie; ils sont fréquents chez le chat mais moins abondants dans les spécimens CTAD qu’EDTA; le pourcentage de spécimens affectés est supérieur lors de stockage du sang en réfrigération chez le cheval et les mini-porcs, et à température ambiante chez le chien.

#### Effets de colorations «anormales»
Les interférences de l’hémolyse, de la lipémie et de l’ictère sont nombreuses, différentes selon les analyses et les analyseurs, les plus modernes déterminant des index pour aider les laboratoires et les cliniciens à interpréter les résultats mais ces index ne sont pas standardisés. En pathologie clinique animale, des interférogrammes ont été déterminés pour la plupart des constituants des bilans biochimiques sériques de routine chez le chat, le chien, le cheval, la vache et les interférences sont étudiées pour chaque nouvelle analyse 

##### Rosé à rouge: Hémolyse
L’hémolyse est la principale anomalie amenant à rejeter les spécimens plasmatiques et sériques en biologie médicale humaine principalement en raison de la coloration rouge qu’elle entraîne et de la libération de constituants intraérythrocytaires,. Il en est de même en pathologie clinique animale avec des différences notables selon les espèces ; par exemple, la kaliémie du porc, de l’iguane ou du perroquet (comme celle de l’homme) est augmentée par l’hémolyse mais non celle du chien dont la concentration érythocytaire en potassium est basse; l’activité de la CK plasmatique est augmentée par l’hémolyse chez le chien mais non chez le cheval.

##### Lactescent à blanc: Lipémie
La présence de fortes concentrations de triglycérides confère une coloration rosée au sang et une lactescence au sérum ou au plasma pouvant aller jusqu’à un aspect crémeux. La principale cause est un délai insuffisant depuis le repas dans les espèces consommant des lipides. La turbidité (et à un moindre degré le déplacement de volume) des sérums et plasmas rend certaines analyses impossibles et diverses solutions ont été proposées pour éliminer l’excès de triglycérides. Les différences ;causées par la lipémie peuvent être notables, par exemple dans les plasmas fortement lipémiques de petits rorquals l’activité de l’ASAT ou de la CK sont 4 à 5 fois plus élevées alors que celle de la GGT n’est pas affectée; l’activité de la paraoxonase-1 est augmentée par la lipémie chez le chien et le chat mais non chez le cheval,,; chez le chien, la lipémie augmente les numérations plaquettaires et l’hémoglobinémie ainsi que les concentrations des marqueurs du stress oxydatif mais non la mesure des gaz sanguins.

##### Jaune: Ictère
La coloration jaune du plasma est « normale » chez les herbivores pour lesquels elle résulte de la présence de pigments végétaux, notamment de carotènes ; en revanche, chez les carnivores domestiques, elle résulte d’une concentration élevée de bilirubine qui peut interférer avec certaines analyses. Par exemple, chez le chien l’ictère diminue la concentration de protéines mesurée par la réaction du biuret sans affecter le dosage par réfractométrie,.

## Analyses urinaires

### Effets du mode de prélèvement
Les analyses urinaires  sont considérées comme des examens non invasifs en biologie médicale humaine car faites majoritairement à partir de mictions spontanées. Il n’en est pas de même en pathologie clinique animale où il est difficile de recueillir des urines de mictions spontanées dans certaines espèces. Par exemple, chez le chat et le chien, le rapport protéines/créatinine n’est pas différent dans des urines spontanées, collectées par cystocentèse ou recueillies sur une litière non absorbante,,. Les urines recueillies au sol sont souvent souillées de terre ou de fèces, mais sans effet sur la concentration de la créatinine chez des singes cynomolgus. L’utilisation de cages à métabolisme permet de recueillir les urines sur de longues périodes lissant les variations de concentration de nombreux analytes observées au cours de la journée ; cependant les animaux nécessitent quelques jours pour s’adapter à ces cages, par exemple chez des souris. Lorsque des chiens sont placés dans des cages à métabolisme, les dépôts d’urine sur les parois peuvent diminuer la mesure du débit de filtration glomérulaire.

### Traitement du spécimen
Le plus souvent les analyses urinaires de dépistage sont effectuées immédiatement à l’aide de bandelettes réactives sans centrifugation du spécimen. Les analyses quantitatives nécessitent parfois la réfrigération ou la congélation des spécimens pendant plus ou moins longtemps. Par exemple la densité urinaire de chimpanzés est stable à la congélation et après plusieurs cycles de congélation-décongélation; il en est de même chez le chien; l’activité de la GGT de rat n’est pas modifiée par la centrifugation, est stable à 4°C pendant 24 à 48 heures mais est totalement détruite par la congélation; dans les urines de chien, le rapport protéines/créatinine urinaire n’est pas modifié dans des spécimens conservés 3j à 4°C mais diminue lors de stockage à -20 ou -80°C sans que le profil électrophorétique des protéines soit modifié après 1 an à -80°C. La présence de sang dans l’urine entraîne une augmentation du rapport protéines/créatinine chez le chat et le chien ou le chimpanzé.

#### Facteurs de variation de l’urine
Un premier facteur de variation de la concentration des urines est dû à la variation de la dilution/concentration de celles-ci au cours de la journée d’où une préférence pour l’élimination totale sur 24h ou une estimation fondée sur des rapports à la créatininurie notamment chez le chien ou à la densité urinaire chez le chimpanzé, deux variables qui dépendent surtout de la concentration de l’urine.
Les rythmes nycthéméraux sanguins sont souvent retrouvés dans l’urine avec un décalage de quelques heures ; par exemple l’élimination du cortisol des chimpanzés est plus forte l’après-midi que le matin ou le soir ou en fin de matinée chez des marmousets; inversement, il n’y a pas de rythme pour l’élimination de différentes enzymes chez le chien ni pour le rapport protéines/créatinine dont la densité urinaire est plus élevée le matin.
L’alimentation est un facteur de variation pour certains analytes. Le rapport UPC ne varie pas chez le chien; la densité urinaire de chats nourris avec des aliments humides est plus basse, et la concentration d’urée plus élevée avec une alimentation riche en protéines. Un effort intense augmente la protéinurie et l’albuminurie ainsi que le rapport protéines/créatinine chez le chien.

## Autres spécimens analysés
A l’exception des liquides divers (synovial, cérébrospinal, d’épanchements, de ponctions, de lavages broncho-alvéolaires, etc.), les autres spécimens collectés le sont principalement en raison du caractère non-invasif de leur recueil, avec une place croissante pour la salive depuis le début des années 2000 (PubMed, « saliva » and « analysis »).

### Fèces
En pathologie clinique animale, les fèces sont principalement utilisées pour des analyses hormonales, particulièrement pour les glucocorticoïdes comme marqueurs de stress. En effet, de nombreuses hormones sont excrétées par voie fécale ainsi que leurs métabolites après des transformations variables selon les espèces.

#### Collecte et traitement des spécimens
Les spécimens de fèces sont le plus souvent collectés au sol pour toutes les espèces, en particulier pour les espèces sauvages ou dans des cages à métabolisme pour les espèces de laboratoire. Les catabolites hormonaux des glucocorticoïdes augmentent en 1 à 2 jours à température ambiante dans les crottins des chevaux et ne sont pas altérés par la pluie. Dans les fèces desséchées de phoques, les glucocorticoïdes sont stables plusieurs semaines en congélation. Dans les fèces de babouins, les hormones sexuelles et les glucocorticoïdes diminuent de 10% après deux semaines de stockage à -20°C mais augmentent à température ambiante.

#### Facteurs de variation
L’excrétion fécale d’une partie des catabolites hormonaux est exprimée en concentration ou en quantité éliminée pendant une période donnée, alternative qui ne se pose que dans les petites espèces ou les espèces captives pour lesquelles la collecte des fèces est facile, particulièrement le rat et la souris, le rat ou les primates de laboratoire (voir une revue dans ). L’élimination fécale est retardée par rapport aux variations de concentration plasmatique et représente une estimation cumulée de la sécrétion hormonale, le pic d’excrétion se situant de quelques heures après la cause de variation chez des souris à un ou deux jours chez des singes hurleurs.
Les variations nycthémérales plasmatiques de la testostérone ou des glucocorticoïdes sont écrasées par le délai d’apparition dans les fèces chez les chimpanzés alors qu'elles persistent pour les glucocorticoïdes chez la souris, le rat, le marmouset ou les dauphins avec des concentrations plus élevées le matin que le soir.
Le régime alimentaire peut provoquer des faux positifs lors de la recherche de sang occulte fécal chez les chats et chiens consommant des aliments en boîte,.
Les stress entraînent des augmentations de l’élimination des glucocorticoïdes, par exemple le lendemain d’un examen vétérinaire chez des gorilles, pendant quelques jours après un changement de cage chez des cobayes, dès le deuxième jour avec un maximum lors d’un transport de 48h chez le cheval,  par la densité dans les cages de souris ou de lapins, par la manipulation chez les iguanes.
Certains médicaments causent des variations d'analytes dans les fèces, par exemple l’ingestion quotidienne de kétoprofène pendant un mois entraîne la détection de sang occulte chez des chiens.

### Salive
Les variations de concentration de nombreux analytes sont identiques dans le plasma et la salive avec un retard très court, par exemple de 30 à 40 min pour le glucose chez le chien avec une concentration 20 à 200 fois plus faible,.

#### Prélèvement du spécimen
Les spécimens sont collectés avec des tampons de coton, des éponges, des morceaux de corde, .... ces matériaux pouvant interférer avec certaines analyses, par exemple chez des macaques cynomolgus, la concentration de cortisol était plus faible que dans la salive recueillie par salivation spontanée mais pas chez des macaques rhésus,. Ces dispositifs permettent de récolter de la salive de macaques rhésus en liberté avec des concentrations de cortisol ou d’alpha-amylase similaires à celles de singes captifs.
Pour stimuler la sécrétion salivaire, les matériaux absorbants peuvent être aromatisés. Par exemple, chez des mamousets, la concentration de cortisol était plus élevée dans la salive collectée avec des tampons de coton aromatisés à la banane. Le volume de la sécrétion salivaire peut aussi être augmentée chez le chien par quelques gouttes de citron sans modifier la concentration du cortisol mais en augmentant la concentration de protéines et en modifiant la composition du protéome.

#### Traitement du spécimen
La contamination des spécimens par des aliments peut causer de variations des résultats, par exemple pour le glucose, l’ASAT et les marqueurs du stress oxydatifs mais ni sur la GGT ni sur cortisol chez la vache. De même, chez le porc, une contamination fécale augmente les activités de la GGT, de la glutathion peroxydase, ou de la superoxyde dismutase mais non celles de la LDH ou de la CK.
La stabilité des analytes salivaires est très variable selon les analytes et les conditions de stockage. Par exemple, chez le porc, la chromogranine est stable 2j à 4°C et un an à -20 et -80°C, la butyrylcholinestérase et la lipase moins d’un jour à 4°C, la butyrylcholinestérase et l’adénosine déaminase un an à -80°C.

#### Facteurs de variation
Les affections périodontales du chien entraînent des altérations de composition de la salive susceptibles d’interférer avec les autres usages des marqueurs salivaires, avec des élévations de LDH et des phosphates mais sans effet sur le calcium, l’amylase, et le lysozyme chez le chien.
Un rythme nycthéméral identique à celui du plasma a été observé pour les glucocorticoïdes chez le chien mais pour d’autres, aucune différence n’est notée entre 6h30 et 23h; chez le porc, il n'a pas de rythme de la chromogranine A; chez le cheval, le variations de certains analytes dépendant de la saison comme l’amylase élevée le matin et le soir mais basse dans journée en hiver mais pas au printemps, alors qu'aucun rythme n’est observé quelle que soit la saison pour GGT, urée et protéines.
L’alimentation peut faire varier la composition de la salive comme cela a été montré il y a très longtemps chez des vaches chez lesquelles une supplémentation en céréales entraîne une augmentation du pH et une diminution de la concentration des phosphates. Chez le chien, l’alimentation donne des faux positifs pour la détection d’Ig spécifiques d’allergènes alimentaires.
Le stress produit des élévations de la concentration de glucocorticoïdes, par exemple en réaction à des vocalisations de prédateurs chez le cheval, par un travail fatigant chez des chiens militaires, par des compétitions sportives chez le cheval, par des transports chez le chien ou le veau. Inversement, les interactions positives, comme des caresses, augmentent la concentration d’ocytocine chez le chien,.
Les efforts physiques influent également sur la composition salivaire ; par exemple, chez des chiens de traineau, sodium, chlorures et magnésium augmentent progressivement avec la distance.

### Pelage, plumes, …. et autres phanères
Les poils et autres phanères (fragments d’ongles, de griffes, écailles, …) sont faciles à collecter sans perturber notablement les animaux, même dans certains cas sur les sites où ils ont été arrachés dans la nature. La majorité des analyses porte sur le cortisol comme marqueur de stress et marginalement sur les hormones sexuelles. Ces hormones diffusent du sang vers le poil pendant sa croissance, permettant d’obtenir une intégration de la sécrétion sur une longue période.

#### Effets du prélèvement et son traitement
La concentration du cortisol varie en fonction de partie du corps où les poils sont prélevés ; chez des chimpanzés, elle est deux fois plus forte sur la poitrine et les flancs que sur le dos ou les avant-bras, plus élevée dans les poils blancs que les poils noirs et plus forte à la base du poil qu’à sa pointe; chez des vaches, la concentration du cortisol était également plus basse dans les poils noirs que dans les blancs; chez le chat elle est près de 3 fois supérieure à la face ventrale du cou que dans la région lombo-sacrée; des différences similaires ont été observées chez le loup; chez le chien, les concentrations de magnésium et de calcium sont supérieures dans les poils sombres. Les poils des vaches et des porcs peuvent être contaminés par de l’urine, principalement dans la région distale. Les poils des vaches et des porcs peuvent être contaminés par de l’urine, principalement dans la région distale. Ces exemples montrent l’importance de standardiser les conditions de collecte des spécimens, notamment en les prélevant dans des zones propres du pelage lorsque cela est possible.
Le cortisol est stable dans les poils pendant au moins 3 ans et sa concentration dans le pelage de chimpanzés ou de macaques rhésus peut être diminuée par l’exposition au soleil ou à la pluie.
L’utilisation des écailles chez les poissons est possible mais pourrait être limitée par la quantité prélevable sans risque pour les animaux.

#### Effets du stress
On considère généralement que le passage des glucocorticoïdes dans les poils permet d’avoir une mémoire rétrospective de l’activité des corticosurrénales au cours des semaines/mois précédant la collecte; une étude récente chez le rat donne à penser que la durée de la mémoire serait plus courte, de l’ordre de quelques jours. Cependant, toutes les situations de stress chronique augment la concentration de cortisol dans les poils, par exemple chez le chat mais avec une très forte variabilité inter-individuelle; il en est de même chez le chien avec une diminution de la concentration chez les animaux anxieux ou une augmentation chez les chiens placés en refuges; chez des félins sauvages la concentration de cortisol est plus élevée pendant la  période de reproduction; chez les ours, en même temps que d’autres variables (revue dans); chez les perdrix rouges, la concentration de corticostérone des plumes est augmentée par le stress; chez des vaches, la concentration de corticostérone était fortement élevée par la surpopulation, le bruit, les changements d’étable, chez des rats, la concentration de corticostérone était environ 2 fois plus forte après un mois d’élevage dans des cages à forte densité ou après des stress quotidiens d’immobilisation même de courte durée.

#### Autres facteurs de variation
L’alimentation peut faire varier la concentration de certains minéraux dans les poils ; par exemple, le zinc, le sélénium, le calcium et le magnésium sont plus élevés chez les animaux consommant des aliments bruts que transformés; la concentration de la corticostérone est plus élevée chez des souris recevant une alimentation riche en graisses.

### Autres spécimens

#### Liquides divers (liquide synovial, cérébrospinal, d’épanchements, de ponctions, de lavages broncho-alvéolaires, ...)

##### Effets des sites de prélèvement
Les concentrations de protéines et d’albumine sont plus basses dans la synovie de l’articulation du boulet que dans celles du jarret ou du genou du cheval- alors que les activités des PAL et de la LDH ne diffèrent pas; chez le porc, les numérations cellulaires, le pH et la concentration de protéines ne diffèrent pas entre les articulations du tarse et du carpe.
La concentration des protéines est deux fois plus élevée dans les spécimens lombaires qu’atlanto-occipitaux de liquide cérébrospinal de chat mais pas d’ânes ni de cheval.
Dans des BAL de chien, les pourcentages cellulaires diffèrent pas selon le nombre de lavages (Hawkins 1999) ; chez le cheval, les pourcentages des différents types cellulaires ne diffèrent pas selon le volume utilisé, excepté pour celui des neutrophiles plus élevée avec un volume plus faible.

##### Effets des tubes utilisés
Lorsque du liquide péritonéal est collecté dans des tubes EDTA, l’estimation de la concentration de protéines par réfractométrie est surévaluée, ce qui n’est pas le cas avec des tubes secs ou héparinés. Dans le liquide cérébrospinal du chien la concentration de protéines et les comptages cellulaires ne diffèrent pas entre tubes EDTA et tubes secs. Dans la synovie du cheval, la concentration des cellules est plus basse dans les spécimens collectés sur héparine que sur EDTA et la concentration des protéines n’est pas différente; lorsque le volume de synovie est insuffisant dans les tubes EDTA, la concentration de protéines mesurée par réfractométrie est erronée ; elle est correcte dans des tubes héparinate de lithium.

##### Effets de la stabililité
La stabilité des cellules du liquide cérébrospinal est faible, inférieure à 24h chez le chat et inférieure à 12h chez le chien dont la concentration des protéines reste stable 48h lors de stockage à 4°C. Des résultats disparates concernent la contamination des spécimens par du sang, selon les espèces et l’intensité de la contamination ; par exemple, lorsque cette dernière est élevée, l’activité de la CK est augmentée chez le chien ou les bovins. Dans la synovie du cheval, la concentration des cellules décroît très fortement dès la 8° heure de stockage alors que la concentration de protéines est stable 48 heures.

#### Spécimens divers
D’autres spécimens sont également utilisés, parfois largement (fluide ruminal ou lait par exemple) pour des applications n’entrant majoritairement pas dans le domaine de la pathologie clinique. Certains n’ont fait l’objet que de peu d’études rapportant des effets préanalytiques, souvent préliminaires. Ainsi:
Dans le souffle des dauphins, la concentration des hormones sexuelles et du cortisol dépend fortement du volume d’eau collecté; chez des bélugas d’un aquarium, la concentration est augmentée 1.5 heures après un examen de santé.
Dans la graisse sous-cutanée des baleines, la concentration de glucocorticoïdes ne diffère pas entre Hawaï et l’Alaska et est abaissée lorsque le nombre de rencontres d’écotourisme est réduit.